# Гебхард VI фон Хиршберг
Гебхард VI фон Хиршберг (на немски: Gebhard VI, Graf von Hirschberg; † 4 март 1305) е граф на Хиршберг, днес част от общината Хиршберг на Бергщрасе в Бавария.

## Произход
Той е вторият син на граф Гебхард IV фон Хиршберг († 1275) и втората му съпруга принцеса София Баварска († 1289), дъщеря на херцог Ото II Светлейши Вителсбах от Бавария († 1253) и принцеса Агнес фон Брауншвайг († 1267). Брат е на граф Герхард V фон Хиршберг († 1278/1280), и Агнес фон Хиршберг († сл. 1296), омъжена пр. 21 декември 1295 г. за бургграф Конрад II фон Цолерн-Нюрнберг († 1314).

## Фамилия
Гебхард VI фон Хиршберг се жени между 10 август 1289 и 29 април 1291 г. за графиня София фон Йотинген († сл. 30 януари 1311), дъщеря на граф Лудвиг V фон Йотинген († 1313) и бургграфиня Мария фон Цолерн-Нюрнберг († 1298/1299), дъщеря на бургграф Фридрих III фон Нюрнберг († 1297) и Елизабет фон Андекс-Мерания († 1272). Бракът е бездетен.

## Галерия
- Останки от замък Хиршбург
- Дворец Хиршберг